# 无毛卡惹拉黄堇
无毛卡惹拉黄堇（学名：Corydalis inopinata var. glabra）为罂粟科紫堇属下的一个变种。

## 扩展阅读
- 維基物種上的相關：无毛卡惹拉黄堇